# Лахайна

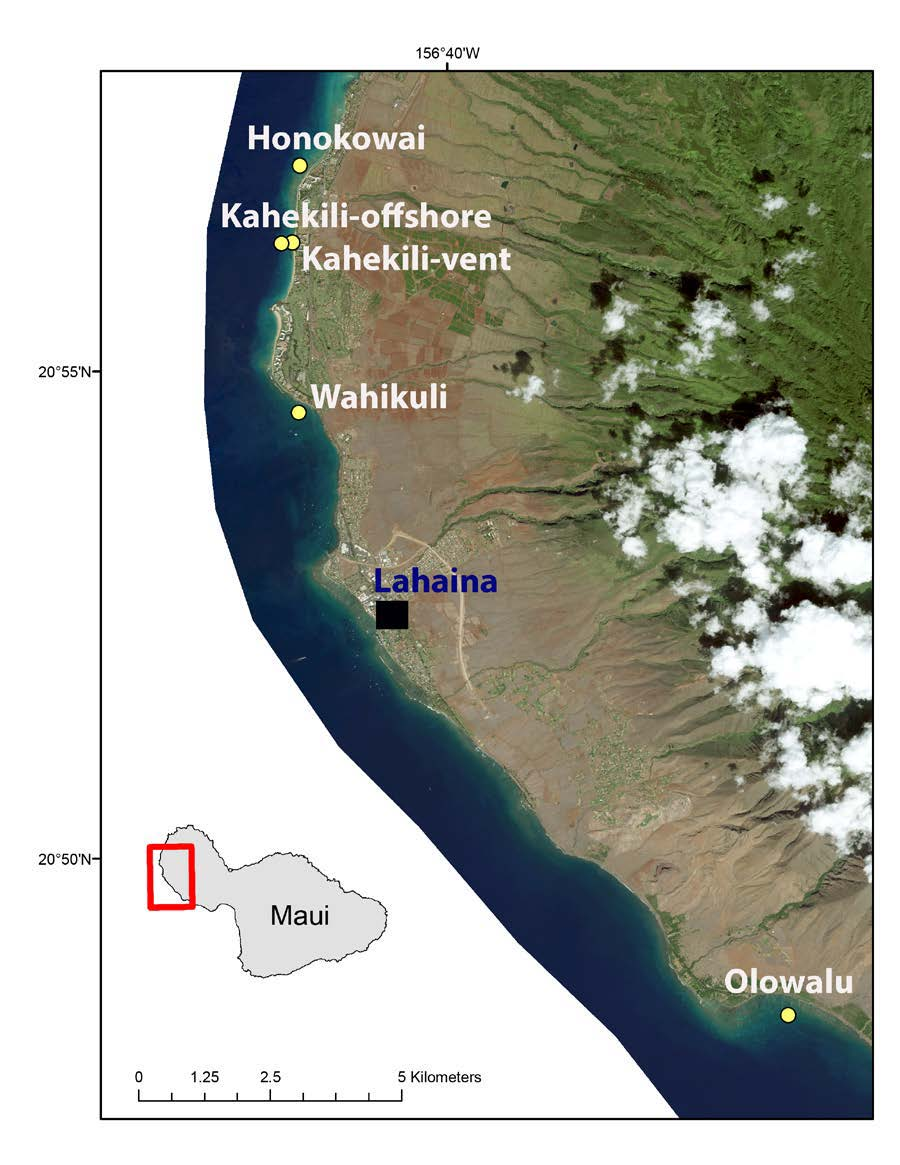
Лахайна на карте

Лахайна (гав. Lāhainā) — город на Гавайях, расположенный на западе острова Мауи.
Бывшая столица Королевства Гавайи (1820—1845). Популярное место у туристов. Город значительно пострадал из-за природных лесных пожаров.

## История
С 1820 по 1845 годы Лахайна была столицей Королевства Гавайи (потом статус столицы получил Гонолулу). В середине XIX века в этом городе был популярен китобойный промысел.
В августе 2023 года город значительно пострадал из-за лесных пожаров, вызванных засухой и жарой и уничтоживших бо́льшую часть города.